# North Moniteau Township
North Moniteau Township est un township  du comté de Cooper dans le Missouri, aux États-Unis,. 

## Source de la traduction
- (en) Cet article est partiellement ou en totalité issu de l’article de Wikipédia en anglais intitulé « North Moniteau Township, Cooper County, Missouri » (voir la liste des auteurs).